# Великий король
Великий король — монарший титул, що має еквівалент у багатьох мовах. Цей історичний титул монархів, створювався для підкреслення вищого статусу його власника серед інших королів, царів, а також герцог та князі.
Виникнення титулу виводять зі Сходу. Відомий титул Шахіншах (шах шахів), що перекладається грецькою мовою як basileus tōn basileōn, пізніше був прийнятий імператорами Східної Римської імперії. Також деякі Візайнтійські імператори та правителі з династії Селевкідів користувались титулом дав.-гр. Βασιλεύς Μέγας, що перекладається як Басилевс Великий.
В Персії за династії Ахеменідів, чия величезна імперія в Азії існувала 200 років — до 330 р. до Р. Х., а пізніше в державах-наступниках, також використовувався монархічний титул «великий цар».
В королів Ірландії, Шотландії, бритів, піктів, а також в Греції, в давні часи існував титул «Верховний король» (High king).

## Історія
У другому тисячолітті до Р. Х. на Близькому Сході існувала традиція взаємно використовувати титули, які перекладались як «Великий король» між державами, як спосіб дипломатичного визнання одне одного рівним. Тільки правителі держав, які не підлягали жодному іншому правителю і були досить потужні, щоб викликати повагу у своїх сусідів, мали право використовувати титул «великого короля».
Це були монархи Єгипту, Ямхаду, Хеттів, Вавилонії, Мітанні (до її розпаду в XIV столітті до Р. Х.), Ассирії (лише після розпаду Мітанні). 
Великі королі називали один одного братами і часто встановлювали тісні стосунки за допомогою шлюбів та частих обмінів подарунками. Листи, що їх писали правителі один одному, збереглись в архівах Амарну та Хеттів, й містять детальну інформацію про ці взаємовідносини.
В Давній Індії титул магараджа (великий раджа, тобто великий король на санскриті) відносився до місцевих монархів, наприклад в Імперії Гуптів. З часом цей титул втратив ексклюзивність і його стали використовувати всі регіональні правителі. Це призвело до появи іншого титулу: maharajadhiraja (великий король королів).
Тюрксько-монгольський титул хан також спочатку був позначенням найвищого правителя. Але з часом виник більш значимий титул каган — хан ханів, тобто еквівалент король королів.
За часів Римської імперії виникають титули імператор та цезар для позначення найвищого правителя.
В Київській Русі та Середньовічній Європі для підкреслення вищості серед інших князів виникає аналогічний титул Великий князь.
Шостий правитель держави Селевкідів Антіох III, носив титул дав.-гр. Βασιλεύς Μέγας — Басилевс Великий. Вважається, що він таким чином еллінізував перський титул шахіншах. 
У середньовічній Сербії король Стефан, а також: Стефан Урош I, Стефан Дечанський та Стефан Душан носили титул «великого короля» (Великий краљ).